# Isern Purt

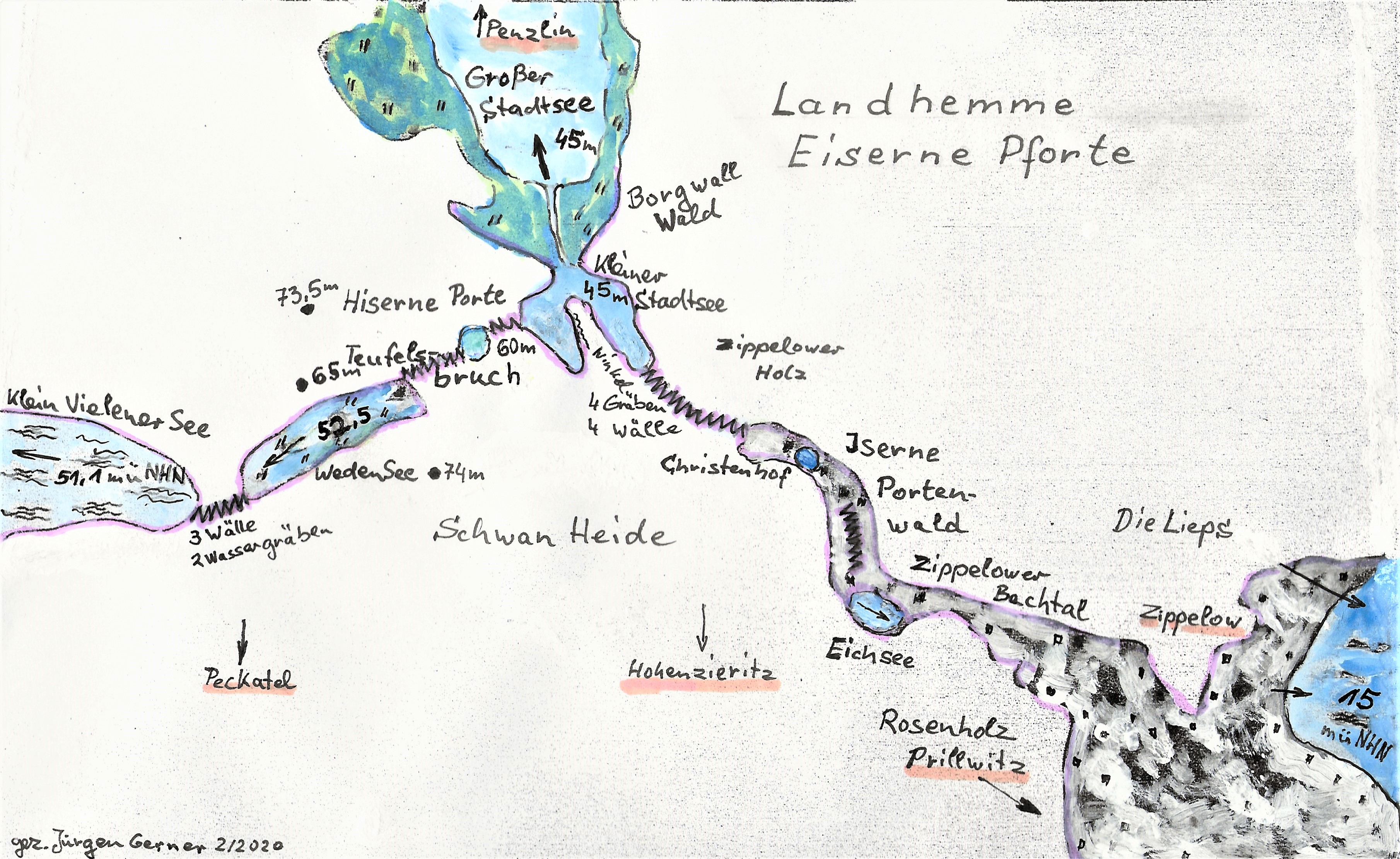
Isern Purt (Eiserne Pforte), Landwehr von 1263

Im Süden von Penzlin, in Mecklenburg-Vorpommern, befindet sich zwischen dem Klein Vielener See und Prillwitz die altslawische Landwehr Isern Purt (Eiserne Pforte). Seen, Teiche, Moore, Sümpfe immer verbunden mit wasserführenden Gräben und ehemals wehrhaft verschanzten Wällen stellen noch heute die mittelalterliche Grenzziehung von ca. 8000 Metern Länge dar. 1263 wurde die Landwehr schon als existent erwähnt.

## Beschreibung
Die Wasserlandwehrbauten kombiniert mit zwei bis vier hintereinander künstlich angelegten Erdwällen bildeten eine Grenze zwischen den deutschen Kolonisten und dem slawischen Gebiet der Retharier.

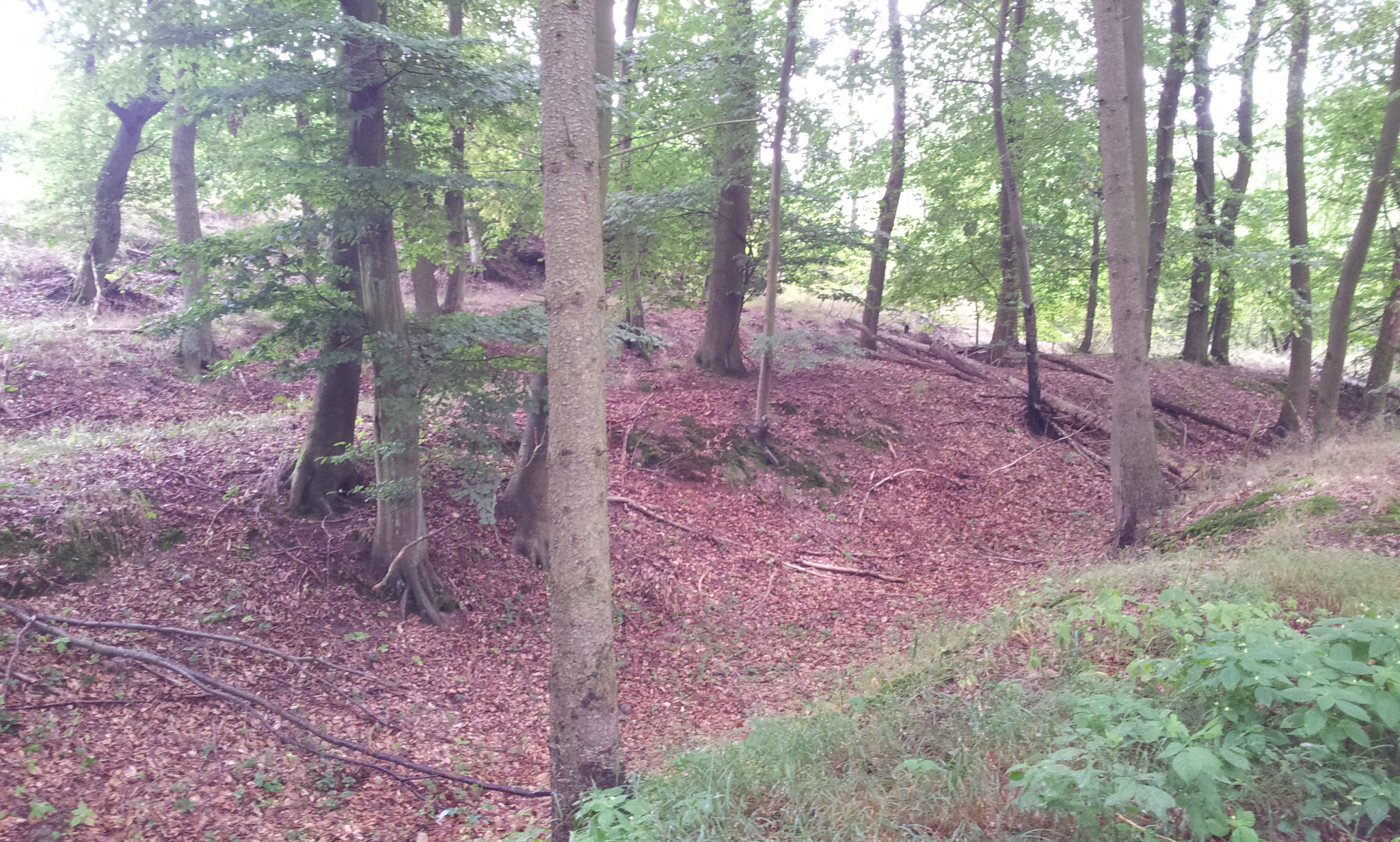
Isern Purt-Wälle zwischen Kleinem Stadtsee und Zippelower Bachtal

Am Klein Vielener See beginnend, über den Wedensee zur Teufelsbrück / Teufelsbruch, zum Kleinen Stadtsee, dann weiter zum eigentlichen Durchlass der Eisernen Pforte nach Südost folgend zum Rosenholz nach Prillwitz ist wahrscheinlich diese wehrhafte Grenze im Mittelalter gebaut worden. Die Wasserstände in den Gräben waren im 13. und 14. Jahrhundert höher als in der Jetztzeit. Die Literatur des 19. Jahrhunderts schreibt dazu: Eine Völkerscheide vor dem Eingang in das altberühmte Land der Retharier. Eine Abhandlung von 1872 beschreibt die gesamte alte Gaugrenze der Wenden mit acht Grenzpforten.

## Passagen durch die LandwehrIsern Purt
Im Mittelalter war die Landwehr, auch Landhemme genannt, nur am Ende des Penzliner Kleinen Stadtsees zu passieren. Hier war die der Landwehr den Namen gebende Isern Purt (Eiserne Pforte). Ein zweiter Weg durch die Landwehr führte aus der Schwanen Heide von Peckatel kommend über die Teufelsbrücke nach Penzlin. Hier war eine möglich bewachte Engstelle, an der die Wallanlagen passiert werden konnten.

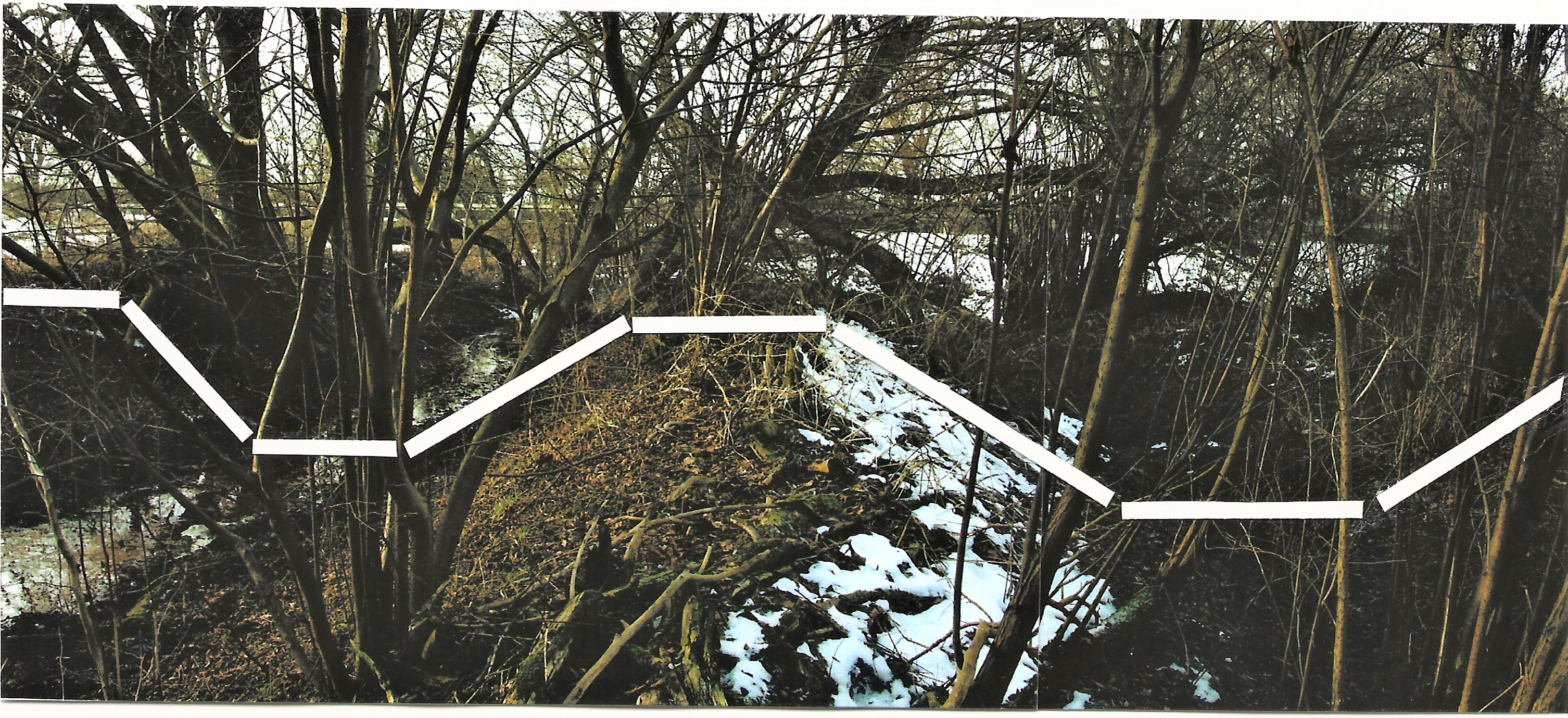
Wassergräben und Erdwälle am Wedensee

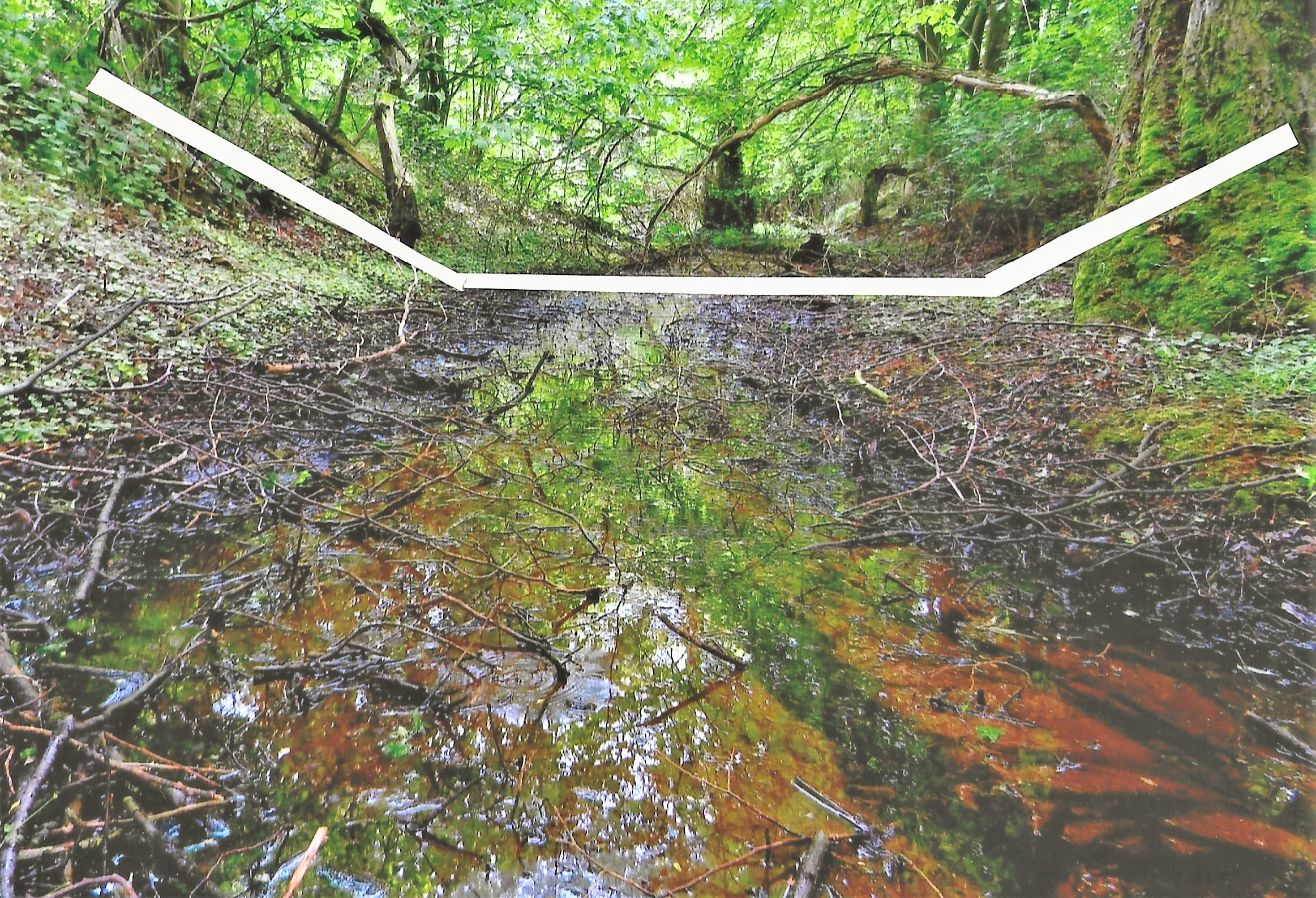
Einer der Doppelwassergräben der Dreiwallanlage am Wedensee

Im 12. Jahrhundert um 1160 flohen der König von Rethra, die Radegastpriester und die Bewohner des antiken Rethra vor dem Invasionsheer des Sachsenherzogs Heinrich dem Löwen über die Teufelsbrücke. In der Trennkoppel bei Penzlin im Sumpf versenkten sie ihre heilige goldene Radegaststatue vor dem sie verfolgenden Sachsenheer, so lautet eine Sage. Die flüchtenden Priester wurden erst in der Nähe des fernen Warin gestellt und gerichtet. Der Slawenfürst Wernicke, ein Reichsgraf, floh in eine andere Richtung, durch die Eiserne Pforte, in seine Burg Grapenwerder am östlichen Ufer des Großen Penzliner Stadtsees. Die Wehdenfurt über die Wallanlagen zwischen Klein Vielener See und Wedensee im Penzliner Zipfel, im heutigen Verlauf der Bundesstraße 193, wurde im Mittelalter nicht erwähnt, aber 1790 kartiert.

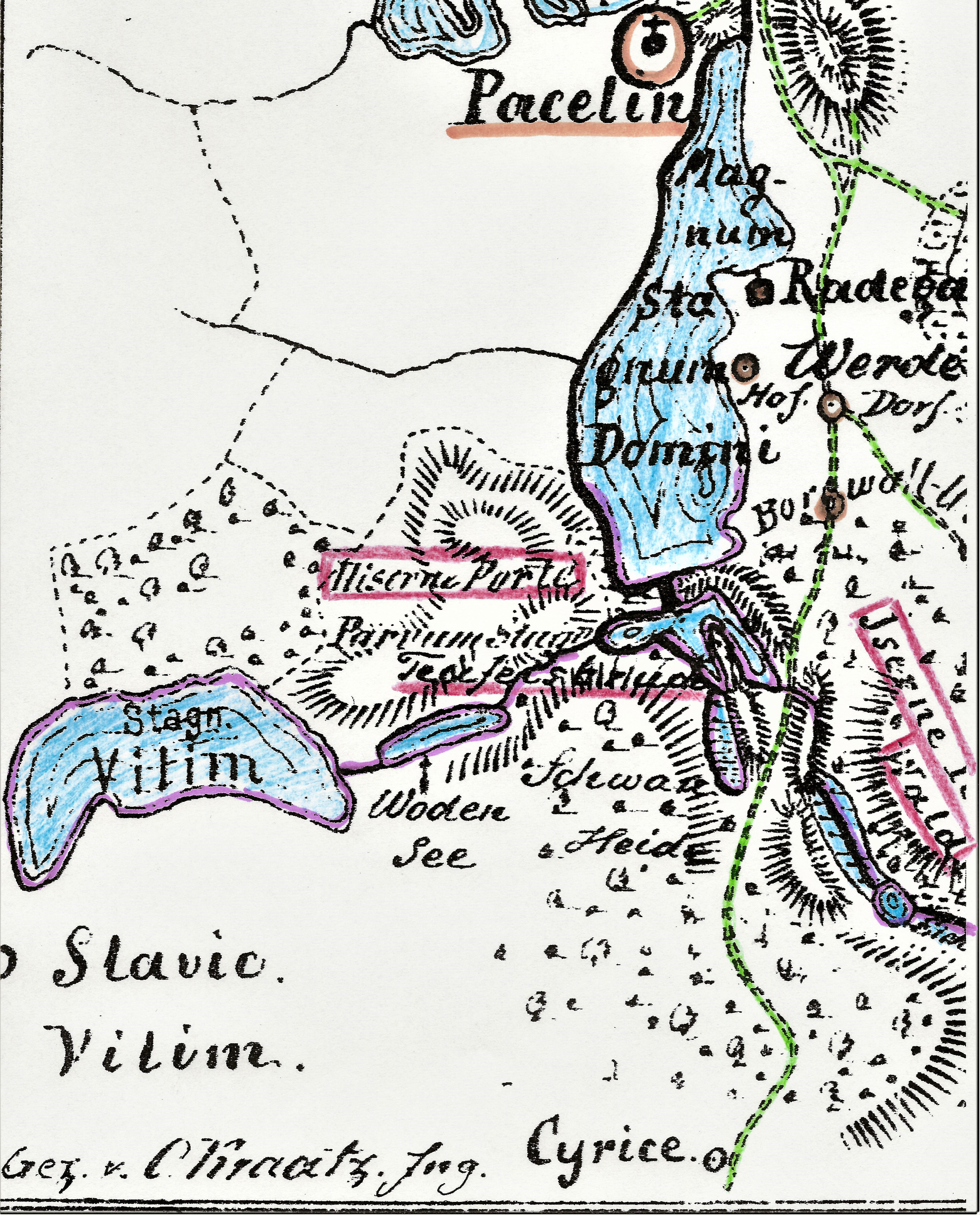
Passage im Mittelalter durch die  Eiserne Pforte südlich des Kleinen Stadtsees
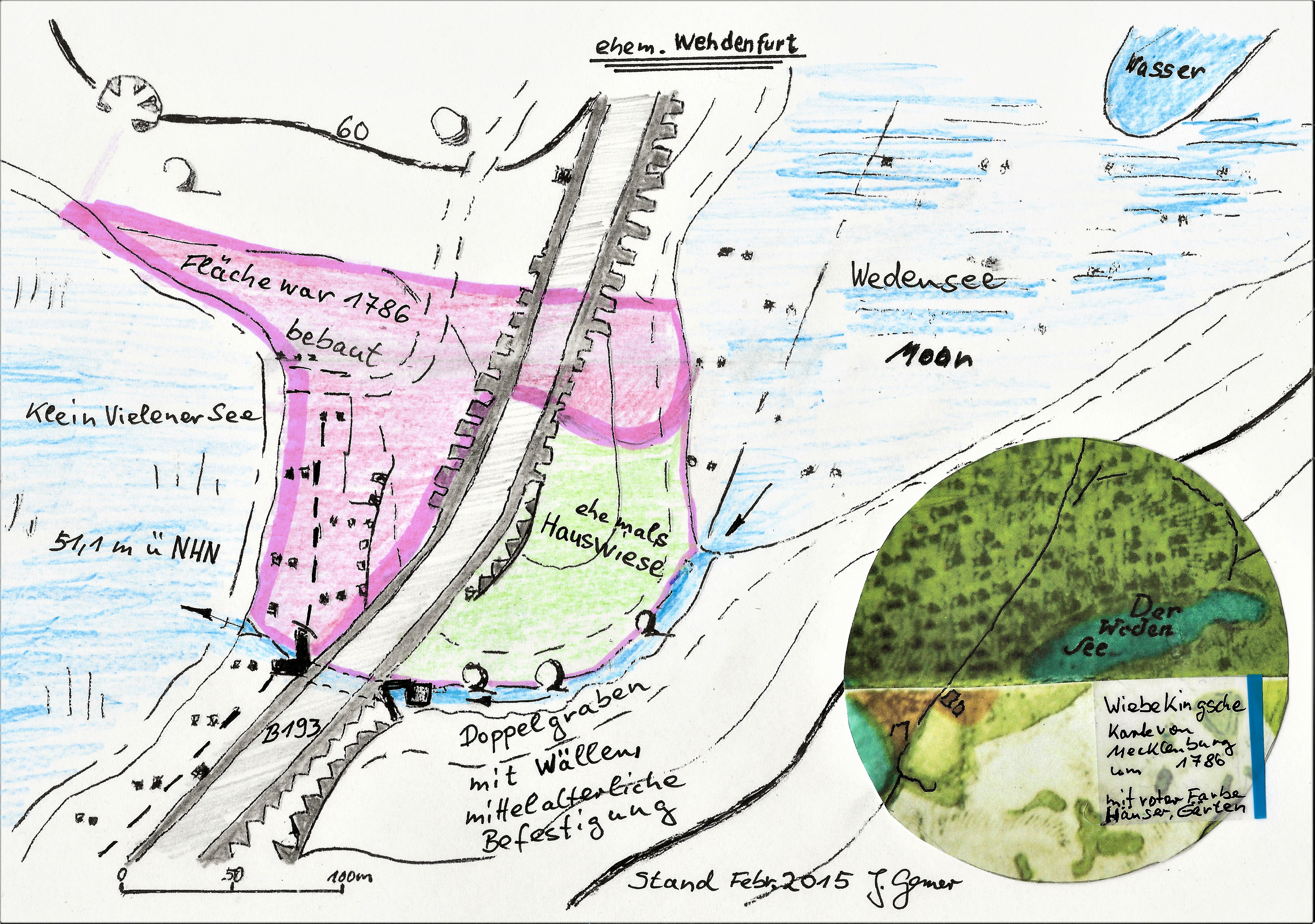
Wehdenfurt, 1786 Bau einer Landstraße (B 193) im Penzliner Zipfel am Wedensee

## TraditionsvereinWächter der Isern Purt
Zur Mitgestaltung des jährlichen mittelalterlichen Burgfestes in Penzlin hat sich ein Ritterverein gegründet, der die Ritterspiele, das Leben der Ritter im Raum Penzlin zur Grundlage hat.